# Richtlinienkompetenz
Die Richtlinienkompetenz ist die Zuständigkeit, Richtlinien der (Regierungs-)Politik verbindlich vorzugeben.

## Deutschland

### Bundesebene

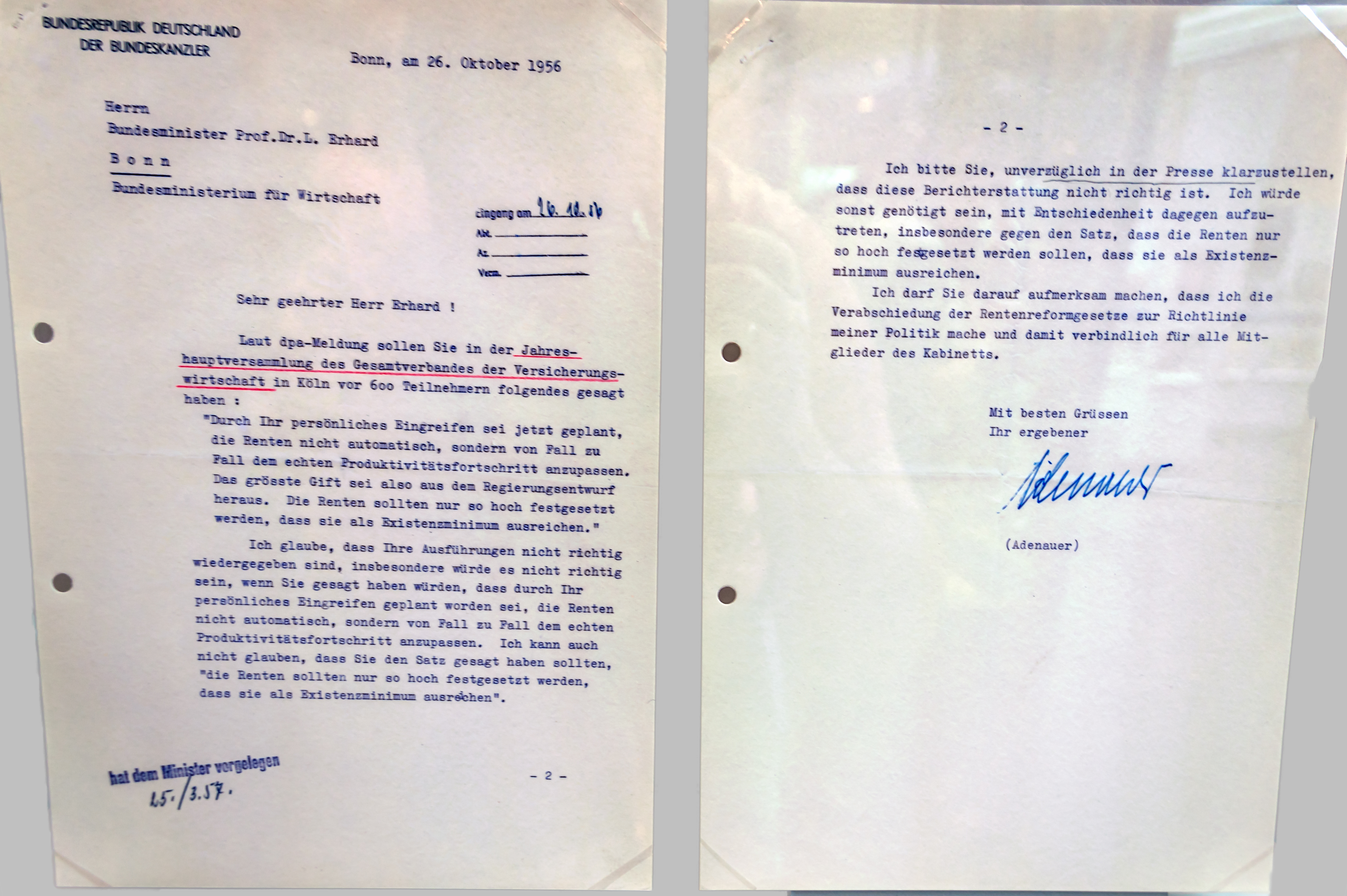
Schreiben von Bundeskanzler Konrad Adenauer an Bundeswirtschaftsminister Ludwig Erhard zur Ausübung der Richtlinienkompetenz bei der Rentenreform 1957

Der deutsche Bundeskanzler verfügt gegenüber den anderen Regierungsmitgliedern über die Richtlinienkompetenz. Zur Anwendung kam diese allerdings nur äußerst selten.
Bundeskanzler Olaf Scholz machte am 17. Oktober 2022 von seiner Richtlinienkompetenz Gebrauch, indem er die zuständigen Minister und Ministerinnen anwies, die für ein Gesetzgebungsverfahren erforderlichen Regierungsentwürfe vorzulegen, damit die drei letzten aktiven Atomkraftwerke in Deutschland über den 31. Dezember 2022 hinaus betrieben werden können.
Die zuvor einzige bekannte Anwendung der Richtlinienkompetenz auf Bundesebene fand am 26. Oktober 1956 durch Bundeskanzler Konrad Adenauer bei der Durchsetzung der Rentenreform 1957 statt.  Möglicherweise fanden bei der Bundesregierung noch weitere Anwendungen intern statt, die nicht öffentlich dokumentiert wurden.

#### Grundgesetzliche Ausformung
Die Richtlinienkompetenz des Bundeskanzlers, umgangssprachlich auch „Kanzlerprinzip“ genannt, obwohl dieses noch weitere Kompetenzen des Kanzlers regelt, ist in Art. 65 S. 1 des Grundgesetzes (GG) geregelt. Sie stärkt die Stellung des Bundeskanzlers im politischen System der Bundesrepublik. Eine fast gleichlautende Vorschrift enthielt bereits die Weimarer Verfassung.
Richtlinien bedeuten in diesem Zusammenhang Grundlinien der Regierungspolitik, also die allgemeine politische Ausrichtung, nicht dagegen jedes Detail der Regierungspolitik. Allerdings können auch Einzelfragen für die politische Ausrichtung wesentlich und dann Gegenstand von Richtlinien sein. Nach dem Ressortprinzip führt jeder Bundesminister seinen Geschäftsbereich selbständig und eigenverantwortlich. Sind mehrere Bundesministerien von einer Angelegenheit betroffen, so entscheiden die Bundesminister nach dem Kollegialprinzip gemeinsam. Dabei sind jedoch alle Bundesminister an die vom Bundeskanzler vorgegebenen Richtlinien gebunden. Einer besonderen Form bedarf die Richtliniensetzung nicht.
Die Richtlinienkompetenz wirkt einzig auf die Bundesregierung als Teil der Exekutive, nicht aber auf die Legislative (Bundestag und Bundesrat) oder die Judikative (Gerichte). Der Bundeskanzler kann somit unter Zuhilfenahme seiner Richtlinienkompetenz Gesetzesvorhaben anstoßen, deren Billigung unterliegt aber dem regulären Gesetzgebungsverfahren. Die Richtlinienkompetenz kann somit nur innerhalb des durch Gesetz und Rechtsprechung gesteckten Rahmens ausgeübt werden.

#### Diskussion
In der Politikwissenschaft ist umstritten, inwiefern die Richtlinienkompetenz eine Grundlage der Macht des Bundeskanzlers ist. Während Everhard Holtmann in ihr eine „Autoritätsreserve“ sieht, ist Eberhard Schütt-Wetschky der Auffassung, dass es sich bei der Richtlinienkompetenz um einen „Fremdkörper in der Parteiendemokratie“ handele, der „faktisch bedeutungslos“ sei. Schütt-Wetschky begründet seine Auffassung damit, dass der Durchsetzung von Richtlinien letztendlich das freie Mandat der Bundestagsabgeordneten entgegensteht. Die Richtlinienkompetenz sei ein Instrument hierarchischer Führung; in demokratischem Kontext sei aber hierarchische Führung nicht durchsetzbar.

„Ich habe bisher, in über acht Jahren, von der Richtlinienkompetenz nach Art. 65 des Grundgesetzes keinen Gebrauch gemacht. Ich habe es vielmehr immer als meine Pflicht angesehen, große Anstrengungen auf das Zustandebringen von vernünftigen, praktisch brauchbaren, beiden Seiten gleichermaßen zumutbaren Kompromissen zu verwenden.“

### Landesebene
Die meisten deutschen Landesverfassungen kennen, analog zum Grundgesetz, die Richtlinienkompetenz des Ministerpräsidenten.
Der Regierende Bürgermeister von Berlin verfügt über eine abgeschwächte Richtlinienkompetenz: Die von ihm bestimmten Richtlinien der Regierungspolitik bedürfen der Billigung des Abgeordnetenhauses von Berlin (Art. 58 Abs. 2 der Verfassung von Berlin [VvB]).
Allein die Landesverfassung der Freien Hansestadt Bremen (LV) kennt keine Richtlinienkompetenz des Präsidenten des Senats. Laut Art. 118 Abs. 1 S. 1 LV gibt die Bremische Bürgerschaft die Richtlinien, nach denen der Senat der Freien Hansestadt Bremen die Verwaltung zu führen hat.

### Kommunal-, Kreis- und Bezirksebene
Die kommunalen Gremien (Gemeinde- bzw. Stadtrat, Kreistag, Bezirkstag) verfügen über die Möglichkeit, der jeweiligen Exekutive einschließlich deren Spitze (Bürgermeister, Oberbürgermeister, Landrat, Bezirkstagspräsident) Richtlinien zur Erledigung von Vorgängen der laufenden Verwaltung – mit denen sich die Gremien im Einzelfall nicht beschäftigen – vorzugeben.

## Österreich
Der österreichische Bundeskanzler verfügt nach der Bundesverfassung gegenüber den übrigen Bundesministern über keine Richtlinienkompetenz. Die Richtlinien der Regierungspolitik legt demzufolge die österreichische Bundesregierung als Kollegialorgan fest. Gemäß Art. 70 Abs. 1 des Bundes-Verfassungsgesetzes (B-VG) ernennt allerdings der Bundespräsident auf Vorschlag des Bundeskanzlers die übrigen Mitglieder der Bundesregierung. Der Bundeskanzler kann auch dem Bundespräsidenten die Entlassung eines Bundesministers vorschlagen, 2019 wurde auf diese Weise Herbert Kickl als Bundesminister für Inneres entlassen. Realpolitisch spielte diese Möglichkeit bis dahin keine Rolle, da der Bundeskanzler sowohl die Machtverhältnisse im Nationalrat als auch die politische Realität der Koalitionsregierungen beachten muss.
Auch die österreichischen Landesverfassungen kennen, analog zum Bundes-Verfassungsgesetz, keine Richtlinienkompetenz des Landeshauptmannes.

## Schweiz
Die Schweiz kennt auf Bundesebene keine Richtlinienkompetenz für den Bundespräsidenten. Allerdings besteht auf kantonaler Ebene ein Trend, diese zumindest in abgeschwächter Form einzuführen. So sehen die neuen Verfassungen der Kantone Waadt und Basel-Stadt diese in abgeschwächter Form vor. Art. 102 Abs. 2 der Basel-Städtischen Verfassung bezeichnet den Regierungspräsidenten wie folgt: „Er oder sie leitet, plant und koordiniert die Amtstätigkeit des Regierungsrates als Kollegialbehörde und vertritt ihn nach innen und außen“.

## Europäische Union
Auf Ebene der Europäischen Union legt der Präsident der Europäischen Kommission nach Art. 17 Abs. 6 EU-Vertrag „die Leitlinien fest, nach denen die Kommission ihre Aufgaben ausübt“.